# Въстание на жълтите забрадки
Въстанието на жълтите забрадки е масово въстание срещу китайската династия Хан, започнало през 184 година.
То е организирано от даоистка секта, оглавявана от смятания за чудотворен лечител Джан Дзяо и неговите двама по-малки братя. Започва от няколко центъра и в рамките на няколко месеца обхваща обширни области от Севернокитайската равнина, като бунтовниците имат най-голяма подкрепа в селата и не превземат големи градове.
В края на годината и първите месеци на 185 година правителствените войски разгромяват въстаниците, а ръководителите на бунта са убити. Въпреки това бунтовете се подновяват непрекъснато на нови места чак до 205 година. За да се справи с тях, правителството увеличава правомощията на местните управители, което допринася за края на династията Хан в началото на III век.